# Rudolf Rösner (Maler)
Rudolf Rösner (* 2. April 1920 in Beuten) ist ein deutscher Maler des sozialistischen Realismus.

## Leben und Werk
Rudolf (auch Rolf) Rösner studierte an der Kunsthochschule Dresden und war dort von 1954 bis 1955 Aspirant bei Rudolf Bergander. Von 1954 bis zu deren Auflösung 1963 war er Direktor der Arbeiter- und Bauernfakultät an der Kunsthochschule, danach bis 1980 Dozent für Naturstudium. Als Maler war er ein typischer Vertreter des sozialistischen Realismus. Rösner war Mitglied des Verbands Bildender Künstler der DDR.

## Darstellung Rösners der bildenden Kunst
- Hans Steger: Porträt Rolf Rösner (1947; Porträtbüste, Bronze; Skulpturensammlung Dresden, Inv. Nr. ZV 4332)[1]

## Werke (Auswahl)
- Blick nach der Wartburg und Rhön (1952, Öl auf Leinwand)[2][3]

- Traktoristin (1955, Öl auf Leinwand, 126,5 × 97 cm;  Sächsischer Kunstfonds)
- Georg-Dimitroff-Brücke Dresden (1958, Öl, 60 × 84 cm; auf der Vierten Deutschen Kunstausstellung; Kunstarchiv Beeskow)
- Das neue sozialistische Dresden (1973, Öl auf Hartfaser, 127 × 173 cm; Sächsischer Kunstfonds)
- Frühmorgen in Leningrad (1974/1975; Öl auf Hartfaser, 77 × 102 cm;  Sächsischer Kunstfonds)[4]
- Dresdner Stadtlandschaft (1975, Öl auf Hartfaser, 54,5 × 49,5 cm; Sächsischer Kunstfonds)[5]

## Ausstellungen (unvollständig)
- 1948: Weimar, Schloss („Künstler schaffen. 1945–1948“)

- 1958: Dresden, Albertinum, Vierte Deutsche Kunstausstellung
- 1972 und 1974: Dresden, Bezirkskunstausstellungen